# Национальный банк Руанды
Национальный банк Руанды (англ. National Bank of Rwanda, руанда Banki Nkuru y'u Rwanda, фр. Banque Nationale du Rwanda) — центральный банк Руанды.

## История
10 октября 1927 года Банк Бельгийского Конго получил право эмиссии на территории Руанды-Урунди. Фактически банкноты и монеты банка использовались и ранее. 1 июля 1952 года эмиссионное право передано созданному в 1951 году Центральному банку Бельгийского Конго и Руанды-Урунди.
21 августа 1960 года создан Эмиссионный банк Руанды и Бурунди, выпускавший общую валюту двух стран — франк Руанды и Бурунди.
24 апреля 1964 года создан Национальный банк Руанды, начавший операции 19 мая 1964 года.